# Oblężenie Heraklei Trachińskiej
Oblężenie Heraklei Trachińskiej – starcie zbrojne, które miało miejsce w roku 191 p.n.e.
Po zwycięskiej bitwie pod Termopilami, konsul rzymski Maniusz Acyliusz Glabrio skierował się do Heraklei Trachińskiej (Trachis), chcąc złamać opór Etolów. Miasto było silnie ufortyfikowane, posiadało też dobrze usytuowany akropol. Liczba obrońców szacowana jest na 2 000 ludzi. Oblężenie miasta rozpoczęło się w maju 191 roku p.n.e. Rzymianie starali się podejść pod miasto ze wszystkich stron, natrafiając na gwałtowny opór obrońców. Na próby ataków Rzymian na mury przy pomocy taranów, Etolowie dokonywali wypadów z miasta. Ataki Rzymian trwały dzień i noc, za każdym razem jednak wyczerpani obrońcy zrzucali napastników z drabin. Rzymianom udało się w końcu wtargnąć do miasta z drugiej, pozbawionej obrońców strony, gdzie mury także zostały mocno zniszczone. Etolowie wraz z mieszkańcami miasta zbiegli wówczas na akropol, jednak na skutek braku żywności złożyli broń. Oblężenie Heraklei trwało 24 dni. Do niewoli dostał się m.in. przywódca Etolów – Damokrytes z Kalydonu. Po wejściu do Heraklei Rzymianie splądrowali miasto, dając Etolom 10 dni rozejmu. 